# Cristina Ruiz Martín
Cristina Ruiz Martín (Barcelona, 22 de setembre de 1980) és una jugadora de corfbol i dirigent esportiva catalana.
L'any 2007 va pujar a la màxima categoria nacional amb el Korfbal Club Barcelona, sent la primera vegada que el club ho aconseguia a la seva història. Va jugar al Korfbal Club Sant Cugat durant dues temporades, que és com es va anomenar l'equip barceloní durant aquell període, per passar a jugar al Palamós l'any 2009, equip filial del Barcelona, amb qui va ser la màxima anotadora de la categoria. Va ser internacional amb la Selecció Catalana universitària.
Com a directiva, va formar part de les juntes del KC Barcelona (2006-actualitat) i de la Federació Catalana de Korfbal, sota les presidències de Toni Jurado, Joaquín Blázquez i Sílvia Mayo (2007-2014).

## Palmarès
Clubs
- 1 Lliga Catalana de corfbol: 2013-14